# Distretto di Bozzolo
Il distretto di Bozzolo era il nome di un distretto ideato dal governo giacobino della Repubblica Cisalpina nel dipartimento dell'Alto Po. Come molti enti simili, ebbe breve durata.

## Storia
La Costituzione della Repubblica Cisalpina progettò un nuovo ordinamento degli enti locali lombardi, partendo dal presupposto di una nuova geografia basata su una razionalizzazione illuministica anziché sui retaggi di secoli di storia. La funzione dei distretti sarebbe divenuto quello di svolgere le più alte funzioni municipali nelle aree di notevole parcellizzazione comunale.
Il distretto in oggetto venne classificato col numero 11.
Definito dalla legge 6 germinale anno VI, l'ente non riuscì ad avere una vera applicazione fino al golpe militare che riversò il governo giacobino sostituendolo con uno più finalizzato ad ottenere risparmi per la guerra. Il distretto, col numero 19, ritrovò il suo capoluogo e Gazzuolo.
L’invasione tedesca del 1799 e il suo fallimento nel 1800 marcò il definitivo trionfo di Napoleone che insediò un governo molto più moderato, che con la nuova Repubblica Italiana restaurò in questa zona i vecchi confini provinciali riportando Bozzolo sotto Mantova. Il distretto ebbe il numero 4.

## Territorio
Il territorio del distretto si basava su una porzione della provincia di Mantova e sulla ex delegazione XVI della provincia cremonese, ma prima del golpe del 1798 non comprendeva il suo capoluogo che, viste le sue ampie dimensioni, per legge non faceva parte di nessun distretto.
Una volta riportato nel Mantovano, il distretto comprese Bozzolo, San Martino dall'Argine, Rivarolo, Gazzuolo, Pomara, Belforte, Sabbioneta, Villa Pasquali, Breda Cisoni e Commessaggio.